# Ri Se-gwang
Ri Se-gwang (nacido el 21 de enero de 1985) es un gimnasta norcoreano. En 2006, se convirtió en el primer norcoreano en ganar un oro en salto en los Juegos Asiáticos. Posteriormente, ha conseguido ser campeón olímpico en Río 2016, y campeón mundial en 2014, 2015 y 2018.
En 2009, realizó exitosamente un nuevo salto de gran dificultad: un doble Tsukahara agrupado con pirueta. Este nuevo movimiento recibió su nombre (salto Ri). Participó en el Campeonato Mundial de 2009, donde clasificó en primer lugar a la final de salto. No obstante, en la final, acabó en sexto lugar, tras caer en su primer salto y salirse del límite en el segundo, con un promedio de 15.650 puntos.
Cinco años después, en el Campeonato Mundial de 2014, derrotó al campeón olímpico y mundial, Yang Hak-seon. Al año siguiente defendió exitosamente su título mundial. En los Juegos Olímpicos de Río de Janeiro 2016, ganó la medalla de oro en la competición de salto.